# Överås (primärområde)

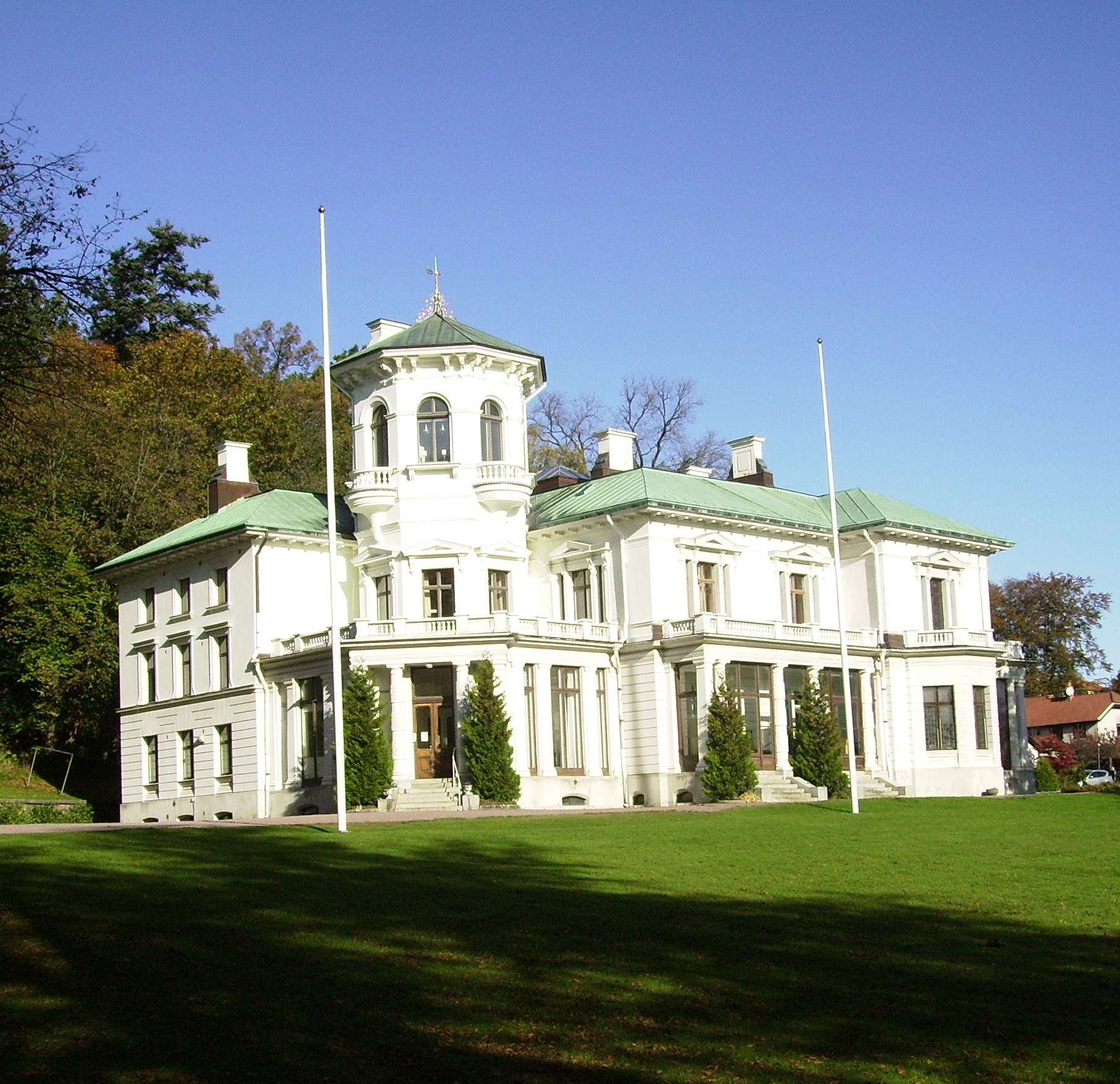
Foto på Överås, efter vilken primärområdet fått sitt namn.

Överås är ett primärområde i stadsområde Centrum i Göteborgs kommun. Det är uppkallat efter egendomen Överås.

## Nyckeltal

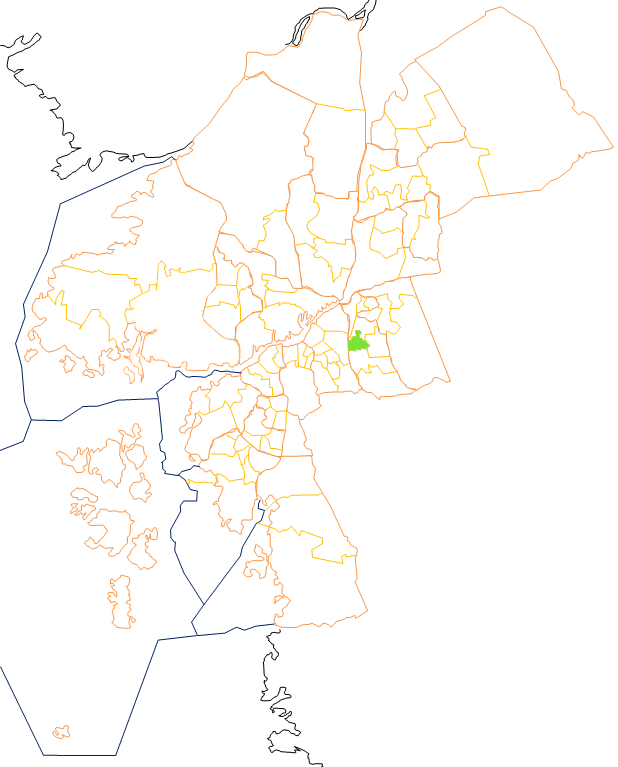
Överås

Nyckeltalen redovisar statistik som beskriver Göteborg och dess 96 delområden, primärområden, per den 31 december och kan användas för att jämföra de olika områdena. Nedan redovisas uppgifter för primärområdet och jämförelse görs mot uppgifterna för hela kommunen.
|                                                           | Överås     | Hela Göteborg |
| --------------------------------------------------------- | ---------- | ------------- |
| Folkmängd                                                 | 2 452      | 587 549       |
| Befolkningsförändring 2020–2021                           | -46        | +4 493        |
| Andel födda i utlandet                                    | 14,6 %     | 28,3 %        |
| Andel utrikes födda eller med två utrikes födda föräldrar | 16,9 %     | 38,1 %        |
| Medelinkomst                                              | 462 800 kr | 332 400 kr    |
| Arbetslöshet                                              | 2,9 %      | 6,6 %         |
| Antal ersatta dagar från F-kassan per person (16-64 år)   | 15,4       | 19,5          |
| Andel med eftergymnasial utbildning (minst 3 år)          | 53,3 %     | 37,9 %        |
| Andel bostäder före 1941                                  | 49,3 %     |               |
| Andel bostäder i allmännyttan                             | 0,0 %      | 25,9 %        |
| Antal färdigställda bostäder 2021                         | 0          |               |
| Andel bostäder i småhus                                   | 44,6 %     | 18,3 %        |

## Stadsområdes- och stadsdelsnämndstillhörighet
Primärområdet tillhörde fram till årsskiftet 2020/2021 stadsdelsnämndsområdet Örgryte-Härlanda och ingår sedan den 1 januari 2021 i stadsområde Centrum.